# Воронино (Зарайский район)
Воронино — деревня в Зарайском районе Московской области, в составе муниципального образования сельское поселение Гололобовское (до 28 февраля 2005 года входила в состав Гололобовского сельского округа).

## География
Воронино расположено в центре района, в 2 км на юго-восток от Зарайска. Через деревню протекает ручей Стабёнка (по другим данным название ручья — Истобна) левый приток реки Осётрик, высота центра деревни над уровнем моря — 160 м.

## Население
| 2002 | 2006 | 2010 |
| ---- | ---- | ---- |
| 54   | ↘50  | ↗58  |

## История
Воронино впервые в исторических документах упоминается в 1790 году, как сельцо, в котором числилось 8 дворов и 60 жителей, в 1858 году — 14 дворов и 119 жителей, в 1906 году — 25 дворов и 191 житель. В 1932 году был образован колхоз «Красная заря», в 1960 году включённый в совхоз «Большевик».
В Воронино в 1909 году был основан женский монастырь — «Гефсиманская община», с церковью Успения Пресвятой Богородицы, закрытый, предположительно, в 1920 годах. Остатков монастыря не сохранилось.